# ساخت‌وساز در ایران

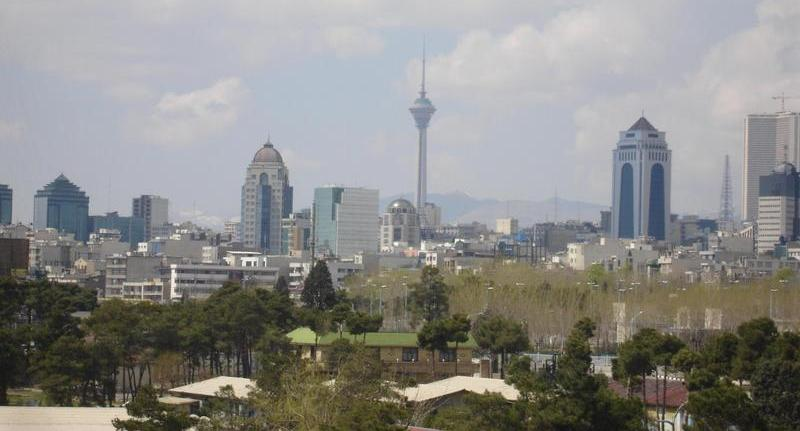
برج میلاد و سازه های اطراف

ساخت‌وساز در ایران یکی از مهم‌ترین بخش‌های اقتصاد این کشور است.

## پیشینه

### جمهوری اسلامی
در سال ۱۳۹۳ از کاهش پروانه‌های ساخت‌وساز در ایران خبر داده شد. کاهش پروانهٔ ساخت در این دوره نشانی از کاهش سرمایه‌گذاری، رکود و خمودگی اقتصاد در بخش مسکن و مستغلات وابسته در این کشور بوده‌است. نبود سرمایه‌گذاری و کاهش صادر شدن پروانه در شرایط این دوره، چرایی بخش قابل توجهی از بیکاری و نبود رشد اقتصادی و در پی آن، گسترش یافتن فقر و کاهش سطح زندگی در ایران دانسته شد. در سال ۱۳۹۳ اعلام شد که شمار پروانه‌های ساختمانی در ایران، طی بهار این سال نسبت به سال پیش، بیشتر از ۳۸ درصد و در تهران بیش از ۵۰ درصد کاهش داشته‌است. این در هنگامی بود که در بهار ۱۳۹۲ نیز به دلیل رکود اقتصادی در ایران، وضعیت ساخت‌وساز چندان مطلوب نبود. اما در سویی با توجه به گزارش مرکز آمار ایران در سال ۱۳۹۴ رشد سرمایه‌گذاری سالانه در این بخش نزدیک به ۳ درصد پیش‌بینی شده بود.
در سال ۱۳۹۹ نیز از تداوم رکود در بازار ساخت‌وساز خبر داده شد و اعلام شد که میانگین هزینه ساخت و تولید ساختمان در کشور متری ۵ میلیون تومان است. افزون بر شرایط اقتصاد کلان ایران که باعث شده کوچ سرمایه‌ها از بازار ساخت‌وساز این کشور به دیگر بازارهای دارایی رخ دهد، عامل‌هایی چون قیمت زمین، افزایش قابل توجه قیمت مصالح و سختی فروش، در سایه‌انداختن رکود بر بازار ساخت‌وساز پایتخت ایران، تهران، طی سال‌های گذشته از این تاریخ نقش دارند.
در سال ۲۰۱۹، به این دلیل که بخش ساخت‌وساز ایران به شکل مستقیم یا غیرمستقیم توسط سپاه پاسداران انقلاب اسلامی کنترل می‌گردیده‌است، وزارت امور خارجهٔ آمریکا با وزارت دارایی آن کشور، بخش ساخت‌وساز جمهوری اسلامی ایران را هدف تحریم قرار داد.
در سال‌های اخیر، ساخت و ساز در ایران با وجود چالش‌های اقتصادی و نوسانات بازار، همچنان یکی از حوزه‌های فعال و پررونق کشور بوده است. از کلان‌شهرها گرفته تا شهرهای کوچک، پروژه‌های ساختمانی متعددی در حال اجرا هستند که بخشی از آن‌ها مربوط به نیاز رو‌به‌رشد جمعیت به مسکن، و بخشی دیگر مربوط به سرمایه‌گذاری بلندمدت در بازار املاک است.
تهران، به‌عنوان پایتخت و پرجمعیت‌ترین شهر کشور، نقش کلیدی در تحولات ساخت‌وساز دارد. روند ساخت برج‌ها، مجتمع‌های مسکونی، و پروژه‌های تجاری-اداری در تهران طی دو دهه اخیر شدت گرفته است. مناطقی مانند منطقه ۲۲، سعادت‌آباد، نیاوران و حتی جنوب شهر شاهد توسعه‌های گسترده‌ای بوده‌اند که با هدف ارتقاء کیفیت زندگی شهری و پاسخ به نیاز بازار انجام شده‌اند.
در این میان، خرید آپارتمان در تهران همچنان یکی از دغدغه‌ها و در عین حال، فرصت‌های مهم اقتصادی برای خانوارها و سرمایه‌گذاران است. با وجود افزایش قیمت‌ها، تقاضا برای خرید واحدهای مسکونی در مناطق در حال توسعه مانند چیتگر، تهرانسر و پردیس همچنان بالا است. عواملی چون دسترسی به حمل‌ونقل عمومی، کیفیت ساخت، امکانات رفاهی و ارزش افزوده ملک در انتخاب نهایی خریداران تأثیرگذار هستند.
در مجموع، ساخت و ساز در ایران نه‌تنها موتور محرک بازار مسکن، بلکه پیشران بسیاری از صنایع دیگر از جمله فولاد، سیمان، شیشه و خدمات فنی محسوب می‌شود. با بهبود فضای اقتصادی و حمایت‌های دولتی، می‌توان انتظار داشت این صنعت در آینده نیز یکی از ارکان توسعه شهری باقی بماند.